# درب الساعي
درب الساعي هو الطريق الذي استخدمه مندوبو مؤسس دولة قطر جاسم بن محمد بن ثاني لتوصيل رسائله وتوجيهاته الداخلية والخارجية، وكان لهؤلاء المندوبين أن يؤدوا مهمتهم على ظهور الجمال القطرية، ويأتي على رأس هؤلاء المندوبين علي بن جاسم (جوعان) الذي انتدبه جاسم في مهام حساسة ودقيقة.

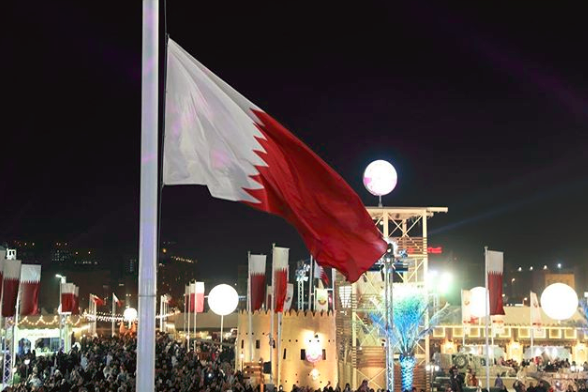
فعالية رفع العلم في درب الساعي 2017

## فعالية رفع العلم في درب الساعي 2017
فعاليات درب الساعي هي جزء من احتفالات اليوم الوطني لدولة قطر، وتُقام سنويًا بهدف تسليط الضوء على التراث القطري. تركز هذه الفعاليات على تعريف الأجيال الجديدة بالقيم التي تميز بها المندوبون، مثل الشجاعة، الصبر، والتحمل، في أداء مهامهم في ظروف صعبة.
تتضمن الفعاليات أنشطة تعكس حياة الأجداد، مثل التعرف على أساليب الصيد في الصحراء، ركوب الخيل والهجن، واستكشاف الطبيعة البدوية للحياة القطرية. كما تتيح هذه الفعاليات للزوار فرصة الاطلاع على المأكولات الشعبية التي كانت جزءًا من الحياة اليومية في قطر قديمًا.
إلى جانب ذلك، يقدم درب الساعي أنشطة تراثية وثقافية بمشاركة العديد من الجهات الحكومية والخاصة، مما يجعله حدثًا يهدف إلى تعزيز الهوية الثقافية والتاريخية لدولة قطر. وسيتم افتتاح المقر الدائم لفعاليات درب الساعي في منطقة أم صلال محمد في نوفمبر 2022
فعالية رفع العلم هي إحدى الفعاليات الرئيسية التي أُقيمت في درب الساعي عام 2017 ضمن احتفالات دولة قطر باليوم الوطني، الذي يُصادف الثامن عشر من ديسمبر من كل عام. وقد جاءت الفعالية ضمن سلسلة من الأنشطة الوطنية والثقافية التي تهدف إلى ترسيخ مفاهيم الانتماء والولاء للوطن وتعزيز القيم القطرية الأصيلة بين فئات المجتمع كافة، لا سيما النشء والشباب.

### الخلفية
تُنظّم فعالية رفع العلم في درب الساعي بشكل سنوي، وتُعد من اللحظات الرمزية التي تعكس فخر المواطنين واعتزازهم براية بلادهم. وتشكل الفعالية بداية انطلاق فعاليات درب الساعي، إذ تُقام في اليوم الأول من الافتتاح إيذاناً ببدء الاحتفالات. ويرمز رفع العلم إلى الوحدة الوطنية والوفاء للتاريخ والقيادة، حيث يحظى الحدث بحضور رسمي وشعبي واسع.

### تفاصيل الفعالية
في نسخة عام 2017، أُقيمت فعالية رفع العلم وسط أجواء وطنية مهيبة، بحضور عدد من الشخصيات الرسمية والطلاب والمواطنين والمقيمين. وتم رفع علم دولة قطر على سارية عالية في قلب موقع درب الساعي، على وقع النشيد الوطني والفعاليات الاستعراضية المصاحبة. وشهدت المناسبة أداءً مميزًا من فرق الكشافة ومدارس الدولة، إلى جانب مشاركات من فرق تراثية قدمت عروضًا شعبية مستلهمة من التراث القطري.

### الأهداف
سعت فعالية رفع العلم في درب الساعي 2017 إلى تحقيق عدد من الأهداف التربوية والوطنية، من أبرزها:
•	ترسيخ الشعور بالانتماء والاعتزاز بالوطن بين الناشئة.
•	تسليط الضوء على رمزية العلم الوطني وقيمته في وجدان الشعب القطري.
•	إشراك المجتمع بكافة فئاته في الأنشطة الوطنية.
•	غرس القيم القطرية مثل الولاء والعطاء والتكاتف في الأجيال الجديدة.

### الأثر المجتمعي
ترك الحدث أثرًا إيجابيًا في نفوس المشاركين، حيث عبّر العديد من الحضور عن فخرهم بالمشاركة في فعالية تعكس الروح الوطنية وتُجسّد وحدة الصف القطري. كما ساهمت التغطية الإعلامية الواسعة في نقل الأجواء الاحتفالية إلى مختلف أرجاء الدولة، ما عزز من أهمية الفعالية كركيزة من ركائز الاحتفال باليوم الوطني.

## خاتمة
تُعد فعالية رفع العلم في درب الساعي 2017 محطة بارزة في برنامج احتفالات اليوم الوطني لذلك العام، حيث جسدت معاني الولاء والانتماء، ورسخت رمزية العلم في نفوس المواطنين، لا سيما الأجيال الشابة، ضمن أجواء تسودها الوحدة والاعتزاز بالهوية الوطنية لدولة قطر